# Diocèse de Surabaya
166100	25540000	.7%
Le diocèse de Surabaya (en latin : Dioecesis Surabayana) est une Église particulière de l'Église catholique en Indonésie, dont le siège est à Surabaya, la capitale de la province de Java oriental.

## Histoire
La préfecture apostolique de Surabaya est érigée le 15 février 1928 par détachement du vicariat apostolique de Batavia puis est élevée au rang de vicariat apostolique le 16 octobre 1941. Elle devient diocèse le 3 janvier 1961. Le diocèse est suffragant de l'archidiocèse de Semarang.

## Organisation
Le diocèse compte 37 paroisses dont la cathédrale du Sacré-Cœur-de-Jésus de Surabaya.
Le territoire du diocèse couvre une partie de la province de Java oriental, le reste de la province dépend du diocèse de Malang

## Ordinaires du diocèse

### Préfet apostolique
- Teofilo Emilio de Backere, C.M. (1928-1936)
- Michel Thomas Verhoeks, C.M. (1937-1941)

### Vicaires apostolique
- Michel Thomas Verhoeks, C.M. (1941-1951)
- Jan Antonius Klooster, C.M. (1953-1961)

### Évêques
- Jan Antonius Klooster, C.M. (1961-1982)
- Aloysius Josef G. Dibjokarjono, (1982-1994)
- Johannes Sudiarna Hadiwikarta, (1994-2003)
- Vincentius Sutikno Wisaksono, (2007-2023)
- Agustinus Tri Budi Utomo, (2024- )

## Source
- Catholic-Hierarchy